# Izmir Smajlaj
Izmir Smajlaj (Albania, 29 de marzo de 1993) es un atleta albanés especializado en la prueba de salto de longitud, en la que consiguió ser campeón europeo en pista cubierta en 2017.

## Carrera deportiva
En el Campeonato Europeo de Atletismo en Pista Cubierta de 2017 ganó la medalla de oro en el salto de longitud, con un salto de 8.08 metros que fue récord nacional albanés, por delante del sueco Michel Tornéus (plata también con 8.08 metros) y el ucraniano Serhiy Nykyforov (bronce con 8.07 metros).